# City Palace (Udaipur)
Pour les articles homonymes, voir City Palace.

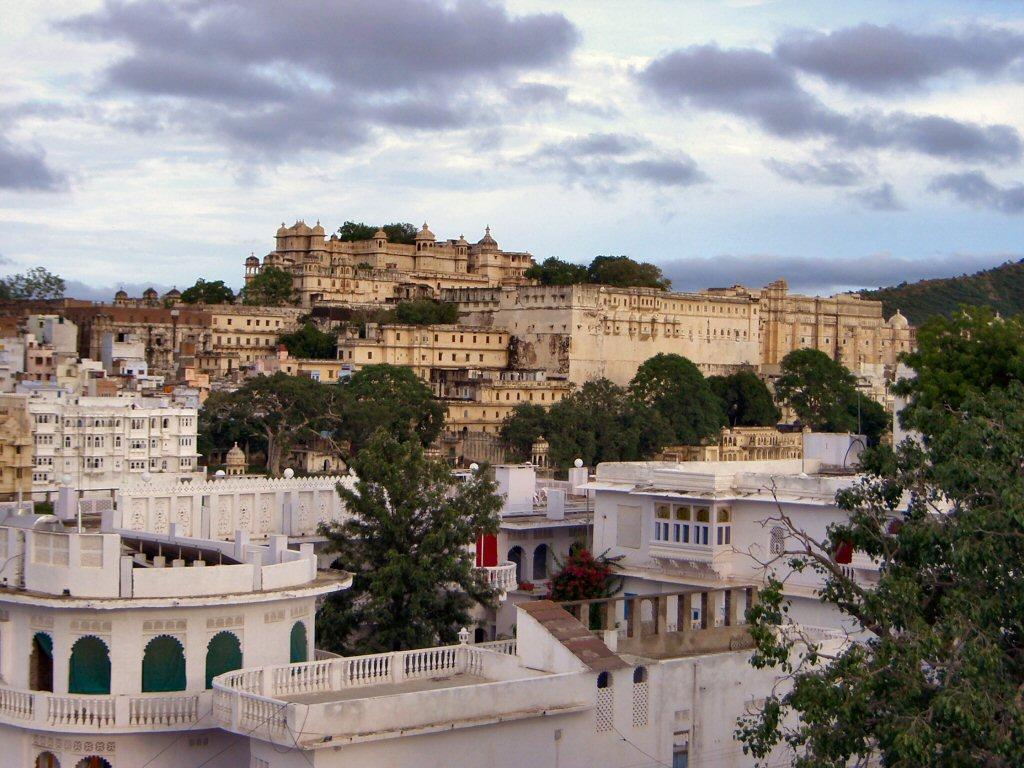
Vue générale du complexe

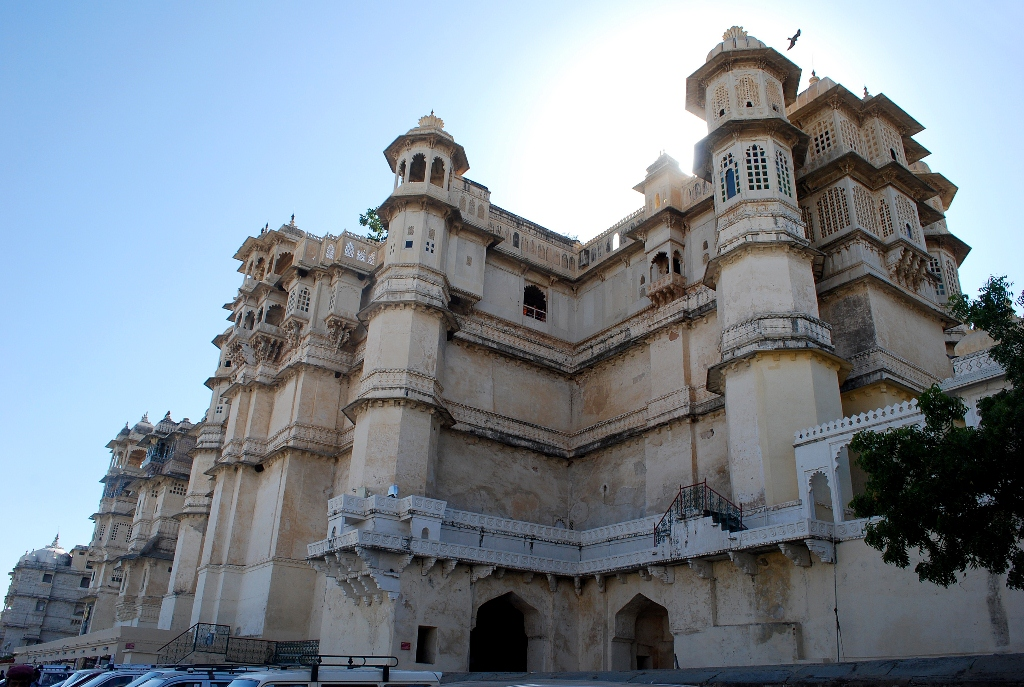
Vue rapprochée

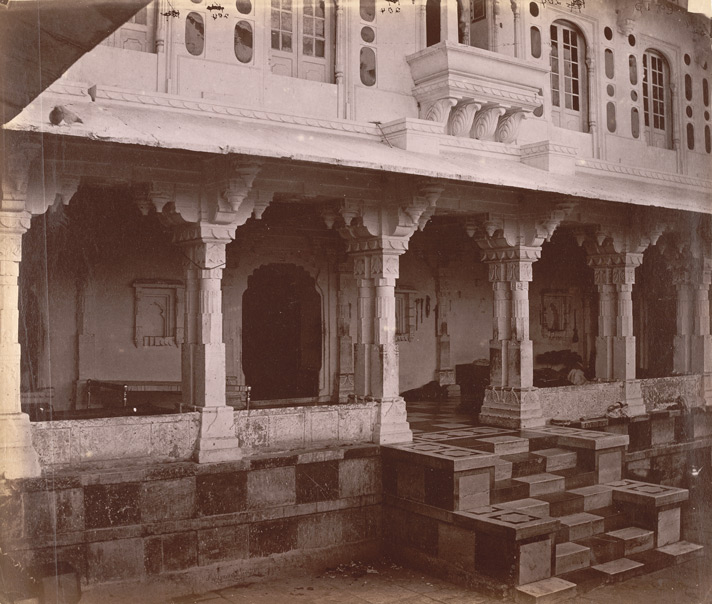
Rai Angan, le premier palais construit par Udai Singh

Le City Palace est un complexe de plusieurs palais situé dans la ville d'Udaipur dans l'État indien du Rajasthan. Il a été construit en 1559 par le Maharana Udai Singh comme palais principal de la dynastie rajput des Sisodia, après avoir du quitter Chittorgarh. Il est situé au sommet d'une colline sur la rive est du lac Pichola. Udaipur était la capitale historique de l'ancien royaume de Mewar,,,.
Le City Palace a été construit dans un style qui est une fusion des styles rajput et moghol. Il est considéré comme le plus important palais de ce style. Il offre un panorama sur le lac Pichola, ses îles où sont construits des palais tels que le Lake Palace.

## Histoire
Le City Palace a été construit en même temps que l'établissement de la ville Udaipur par Maharana Udai Singh II, en 1559 et par ses successeurs sur une période de 300 ans. Il est considéré comme le plus grand palais royal du Rajasthan et lié à l'histoire. Ce palais hébergeait le Maharana et sa famille, mais servait aussi de centre d'administration du royaume.
Le royaume de Mewar fut créé en 568 par Guhil, le premier Maharana du Mewar, à Nagda, à 30 km au nord d'Udaipur. Au VIIIe siècle, la capitale fut transférée sur la colline de Chittor, dans une énorme forteresse où les Sisodias ont régné pendant 80 ans. En 1537, le Maharana Udai Singh II hérita du royaume de Mewar. Mais à cette époque apparaissait le risque de perdre Chittor en raison de la guerre contre l'empire Moghol. En conséquence, Udai Singh II, choisit un site pour sa nouvelle capitale, près du lac Pichola à un emplacement bien protégé par les forêts, les lacs et les monts Aravalli. Selon la légende, lors d'une partie de chasse, le Maharana rencontra un ermite qui méditait sur une colline dominant le lac Pichola. Il demanda la bénédiction de l'ermite qui conseilla au Maharana de construire son palais à cet endroit même ce qu'il fit ,.
Après la prise de Chittor par l'empereur Akbar en 1568, Udai Sing transféra sa capitale à Udaipur. Le premier palais construit fut Rai Angan (=Palais Royal) ,,.
À la mort d'Udai Singh en 1572, son fils Maharana Pratap lui succéda.Il réussit à vaincre Akbar à la bataille de Haldighati en 1576[réf. nécessaire] et par la suite Udaipur connut une période de paix. Le palais s'agrandit. L'art, notamment la peinture de miniatures se développa .
À partir de 1736, les tribus Marathes lancèrent des raids contre Udaipur et à la fin du siècle, l'État du Mewar était dans une situation catastrophique. La paix revint en 1817 avec le "Treaty of Paramountcy" (=traité de prépondérance) imposé par les Britanniques, assurant la restauration de toutes les principautés héréditaires et leur protection en cas d'invasions.
Après l'Indépendance de l'Inde, le 15 août 1947, et à l'initiative de Maharana Bhupal Singh, le royaume de Mewar fusionna avec l'Union indienne en 1949 en même temps que les autres États princiers du Rajasthan. Les Maharanas ont alors perdu leurs privilèges, leurs titres. Toutefois, ils ont conservé la propriété de leurs palais à Udaipur. Certains ont été transformés en hôtels de luxe ou en commerce gérés par la société Mewar Trust.

## Architecture

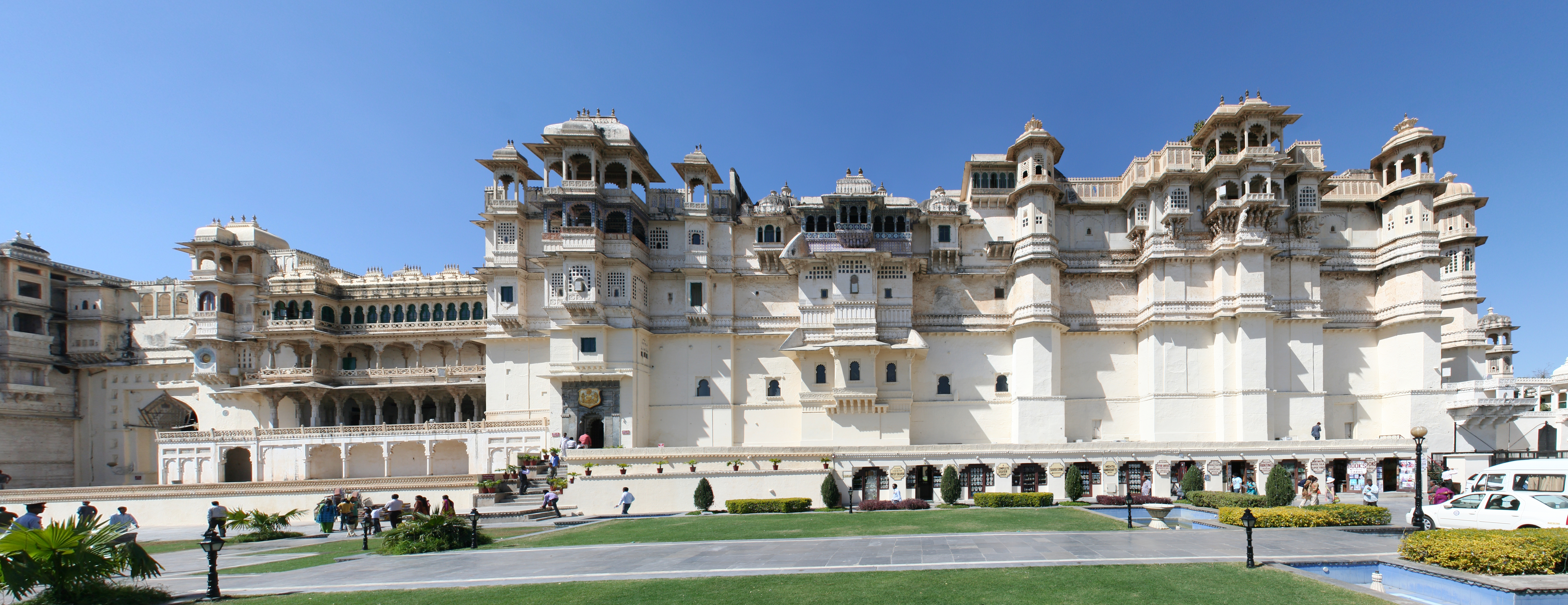
La façade du City Palace

Le City Palace est un ensemble complexe de palais faisant face à l'est, comme il se doit pour une dynastie qui se dit descendante du Soleil . La façade mesure 244 m de long et 30,4 m de haut. Les différents bâtiments ont été construits sur une longue période à partir de 1559, par 76 générations de rajput Sisodia ou Suryavanshi (=adorateur du dieu Soleil).
L'ensemble regroupe 11 petits palais distincts, dans une architecture qui est une fusion des styles rajput, moghol, du Moyen Âge européen et chinois. Il est construit entièrement en granit et le marbre. L'intérieur est un ensemble complexe de balcons, tours et coupoles avec une décoration très riche à base de marbre, miroirs, ouvrages en argent, peintures murales... Depuis les terrasses supérieures du palais, on profite d'une vue splendide sur le lac et la ville d'Udaipur,,,,,.
Vus depuis le Lake Palace, l'ensemble de ces palais apparait comme une forteresse. Ils sont reliés entre eux par un labyrinthe de chowks (=cours), corridors ou couloirs en zigzag (pour éviter les attaques surprises). Tout cet ensemble constitue une ville dans la ville, avec bureau de poste, banque, agence de voyages, des boutiques d'artisanat.
Les passerelles

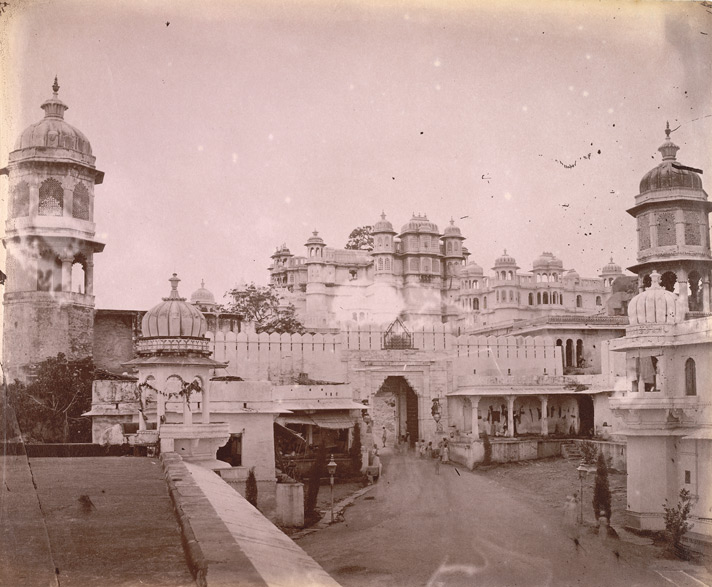
L'entrée  Bari Pol du City Palace
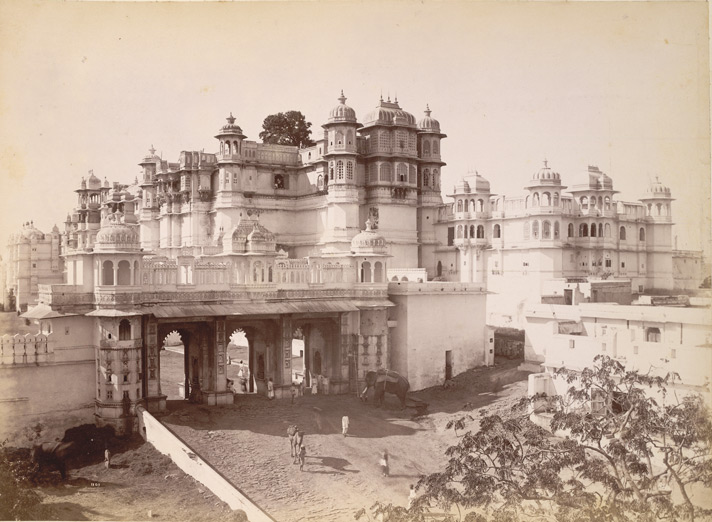
Tripolia Gate
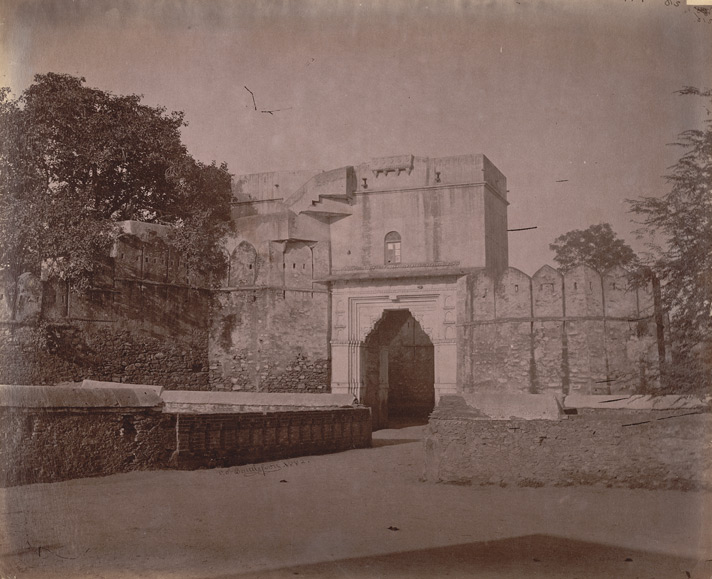
Hathi Pol (=porte de l'éléphant)

D'impressionnantes passerelles, familièrement appelé Pols, permettent d'accéder aux divers bâtiments du palais à partir du côté est. Elles ont été construites en même temps que la ville d'Udaipur et que le palais.
L'entrée principale se fait via le Bara Pol (=Grande Porte) construite en 1600, qui conduit à la première cour. Elle conduit ensuite au Tripolia Pol, une porte à trois arcades construite en 1725, qui permet d'accéder à l'entrée nord. Le chemin entre cette porte et le palais est bordé de boutiques d'artisans et de magasins d'antiquités. Entre ces deux portes, se trouvent huit arches de marbre ou toranas. Selon la légende, les maharanas étaient pesés ici et leur poids en or ou en l'argent distribué aux populations locales. Après la Tripolia Pol se trouve une arène en face de la Toran Pol et de la façade du palais où avaient lieu des combats d'éléphants pour les entrainer avant de partir à la guerre ,,,.
Se trouve ensuite le Gokhda Suraj, la façade où le souverain se montre à son peuple.
Le bâtiment principal du palais est accessible au travers d'une modeste porte depuis la terrasse Ganesha Deodhi. La porte est bordée de murs blanchis à la chaux avec des peintures martiales d'animaux dans le style Rajput traditionnel.
Amar Vilas
Amar Vilas est la cour la plus élevée du palais avec de magnifiques jardins suspendus, des fontaines, des tours et des terrasses. Il donne accès au Badi Mahal, un pavillon d'agrément de style moghol. Il présente des arcades ornées autour d'un bassin carré en marbre.

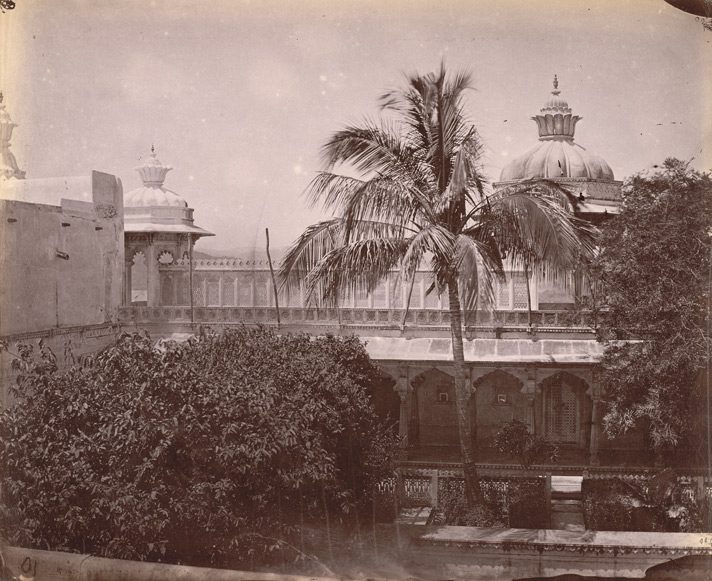
Badi Mahal
Le Badi Mahal (=Grand Palais) ou Garden Palace (=Palais Jardin) est un palais avec un jardin exotique situé sur une hauteur rocheuse de 27 m située en face du palais. Les chambres du rez-de-chaussée semblent être au niveau du quatrième étage en raison de la différence de hauteur des bâtiments qui l'entourent. Il y a une piscine ici, qui a été utilisée pour le festival de Holi où il est de tradition de se lancer de l'eau colorée. On trouve aussi des miniatures des XVIIIe et XIXe siècles, ainsi que des peintures murales du Jag Mandir (comme il se présentait au XVIIIe siècle), du Vishnu du Jagdish Temple, de la cour du palais et d'une scène de combat d'éléphants.

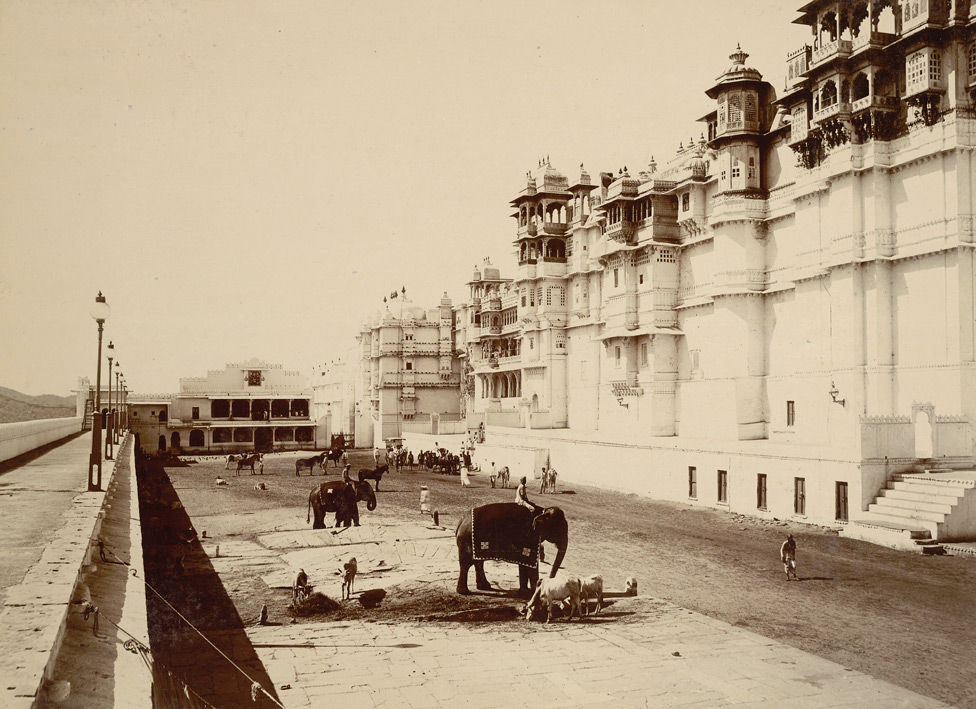
Les combats d'éléphants au City Palace

Avant ces combats, les éléphants recevaient des doses d'opium. Le dernier combat a été signalé en 1995.
Bhim Vilas
Bhim Vilas présente une remarquable collection de miniatures avec des scènes de la vie de Radha et Krishna.
Chini Chitrashala
Chini Chitrashala présente des œuvres d'art chinoises et des carreaux ornementaux hollandais.
Choti Chitrashali
Choti Chitrashali, construit au début du XIXe siècle, montre une collection d'images de paons.
Dilkhusha Mahal
Le Dilkhusha Mahal (=palais de la joie) a été construit en 1620.
Durbar Hall
Durbar Hall (=cour royale) a été construit en 1909 à l'intérieur du Fateprakash Palace. Les cérémonies officielles et les banquets d'État se tenaient ici. La galerie en surplomb était utilisée par les dames royales pour voir le spectacle de ces réceptions. Une salle intérieur contient de très grands lustres. Les armes des Maharanas et aussi certains de leurs portraits se trouvent aussi ici. La première pierre de cette salle fut posée par Lord Minto, le vice-roi des Indes, en 1909, sous le règne du Maharana Fateh Singh. Cette salle s'appelait à l'époque Minto Hall,.
Fateprakash Palace
Le Fateprakash Palace est maintenant géré comme un hôtel de luxe. Il dispose d'une galerie des glaces avec des chaises de cristal, tables de salle à manger, canapés, chaises et des lits, de la vaisselle, des fontaines de table qui n'ont jamais été utilisés. Il contient aussi des tapis précieux. Le Maharaja Sajjan Singh avait commandé des objets rares en 1877 à Londres, mais il est mort avant leur livraison. Il est dit que les paquets contenant les objets en cristal sont restés fermés pendant 110 ans ,.
Jagdish Mandir

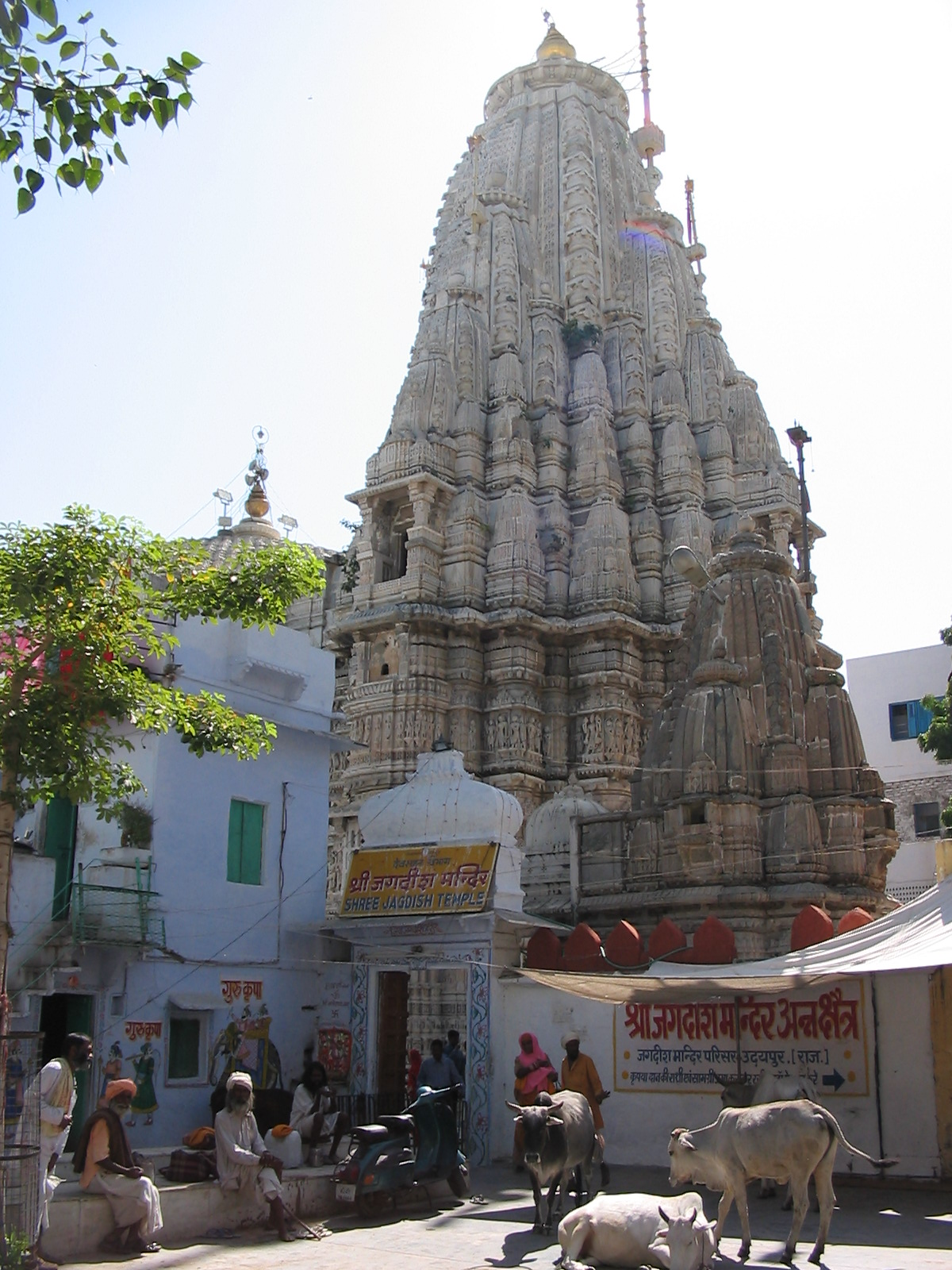
Le Jagdish Temple

Jagdish Mandir est un temple de style indo-aryen construit en 1652 à 150 m au nord du City Palace. Il contient une statue de Jagannâtha (une forme du dieu Vishnu) taillée dans une pierre noire et vénérée dans le sanctuaire. Les murs du temple et de la shikara (ou tour) sont décorés de sculptures de Vishnu, de scènes de la vie de Krishna et de figurines de nymphes ou d'apsaras. Une image en laiton de Garuda (le véhicule de Vishnu) est placé dans un sanctuaire séparé devant le temple. De chaque côté des marches d'accès au temple, on trouve des statues d'éléphants. La place où le temple se situe est également connue sous le nom de Jagdish Chowk,,.
Krishna Vilas
Krishna Vilas contient une riche collection de miniatures représentant les cortèges royaux, les festivals et les jeux des Maharanas. Cependant, un épisode tragique est lié à cette aile du Palais. Au XIXe siècle, une princesse royale était incapable de choisir entre deux prétendants qui souhaitaient l'épouser : un de la famille royale de Jaipur et l'autre de celle de Jodhpur, et face à ce dilemme, elle s'est empoisonnée.
Laxmi Vilas chowk
Laxmi Vilas Chowk est une galerie d'art avec une collection de peintures Mewar.
Manak Mahal
Le Manak Mahal était le lieu où les souverains d'Udaipur donnaient audience. Il présente une alcôve entièrement incrustée de verres et de miroirs. On y retrouve aussi l'image du visage du Soleil et les insignes religieux de la dynastie Sisodia qui sont des représentations récurrentes au City Palace. Surya ou l'emblème du soleil de la dynastie Mewar représente un membre de la tribu des Bhîls, le Soleil, le fort de Chittaurgarh et un Rajput avec une inscription en sanskrit d'un extrait de la Bhagavad Gita signifiant "Dieu aide ceux qui font leur devoir". Il était de coutume pour les Maharanas d'offrir obéissance au Soleil face à l'Est, tous les matins avant de prendre leur petit déjeuner,.
Mor Chowk

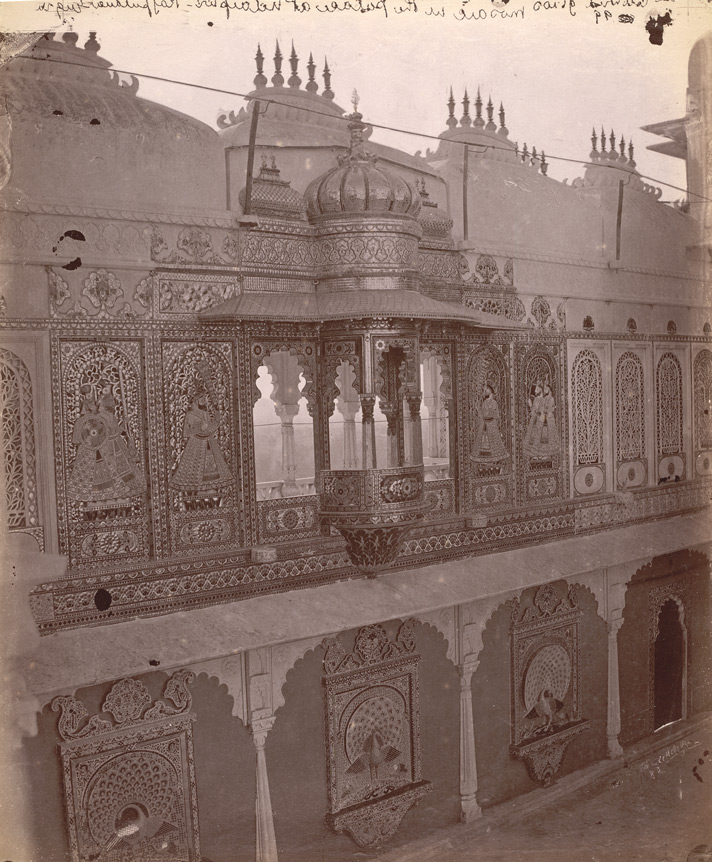
Trois paons sur un mur du Mor Chowk

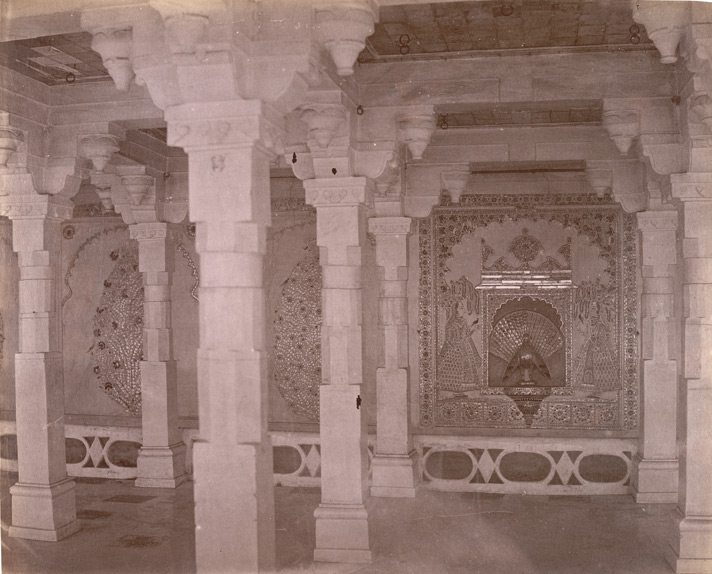
Salle aux piliers avec décoration de mosaïques en verres

Le Mor Chowk (=Cour du paon) fait partie intégrante des cours intérieures du palais. Trois paons représentant les saisons de l'été, l'hiver et la mousson) sont sculptés en haut-relief avec des mosaïques de verre coloré dans des niches du mur ou jharoka. Ils datent du règne du Maharana Sajjan Singh vers 1750. Les paons sont constitués de 5000 morceaux de verre colorés, notamment en vert, or et bleu. Les appartements représentent des scènes de la vie du dieu Krishna. Au niveau supérieur, un balcon saillie est flanqué par de mosaïques de verres colorés. Dans une chambre voisine, appelée Kanch-ki-Burj, des mosaïques de miroirs ornent les murs. Le Badi Charur Chowk est une petite cour privée. Le mur représente des compositions avec des hommes européens et des femmes indiennes. Plus loin dans le Mor Chowk se trouve le Zenana Mahal ou palais des femmes, avec des alcôves au design raffiné, des balcons, des fenêtres colorées, des murs et des planchers avec mosaïque .
Musée
En 1974, une partie du City Palace et le Zenana Mahal ont été transformés en un musée ouvert au public. Il y a une intéressante représentation d'un singe tenant une lampe et des portraits des maharajas aux impressionnantes moustaches.
Rang Bhawan
Rang Bhawan est le palais qui contient le trésor royal. Il contient aussi des temples de Krishna, Mira Bai et Shiva.
Sheesh Mahal
Le Sheesh Mahal (=Palais des miroirs) a été construit en 1716.
Le sanctuaire de Dhuni Mata est également situé dans le complexe. Cet emplacement est considéré comme la partie la plus ancienne partie du palais, où le sage qui a conseillé la construction d'Udaipur avait passé sa vie à méditer.
Surya Chopal, lieu de réception dédié au Soleil
Moti Mahal (=Palais des Perles)
Shambu Niwas (la résidence royale aujourd'hui)

## Galerie

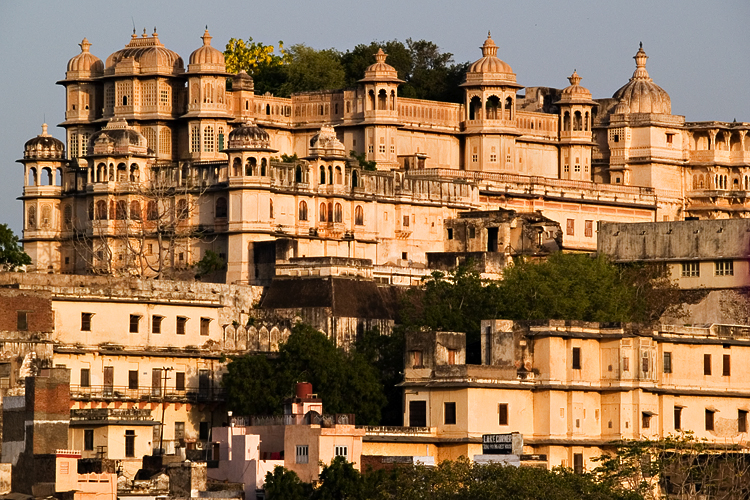
Le City Palace
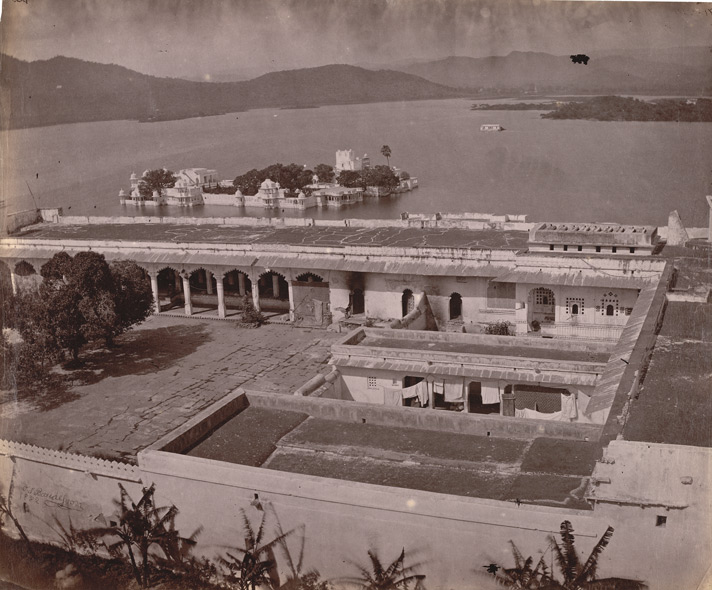
Les cours du palais vers le lac Pichola
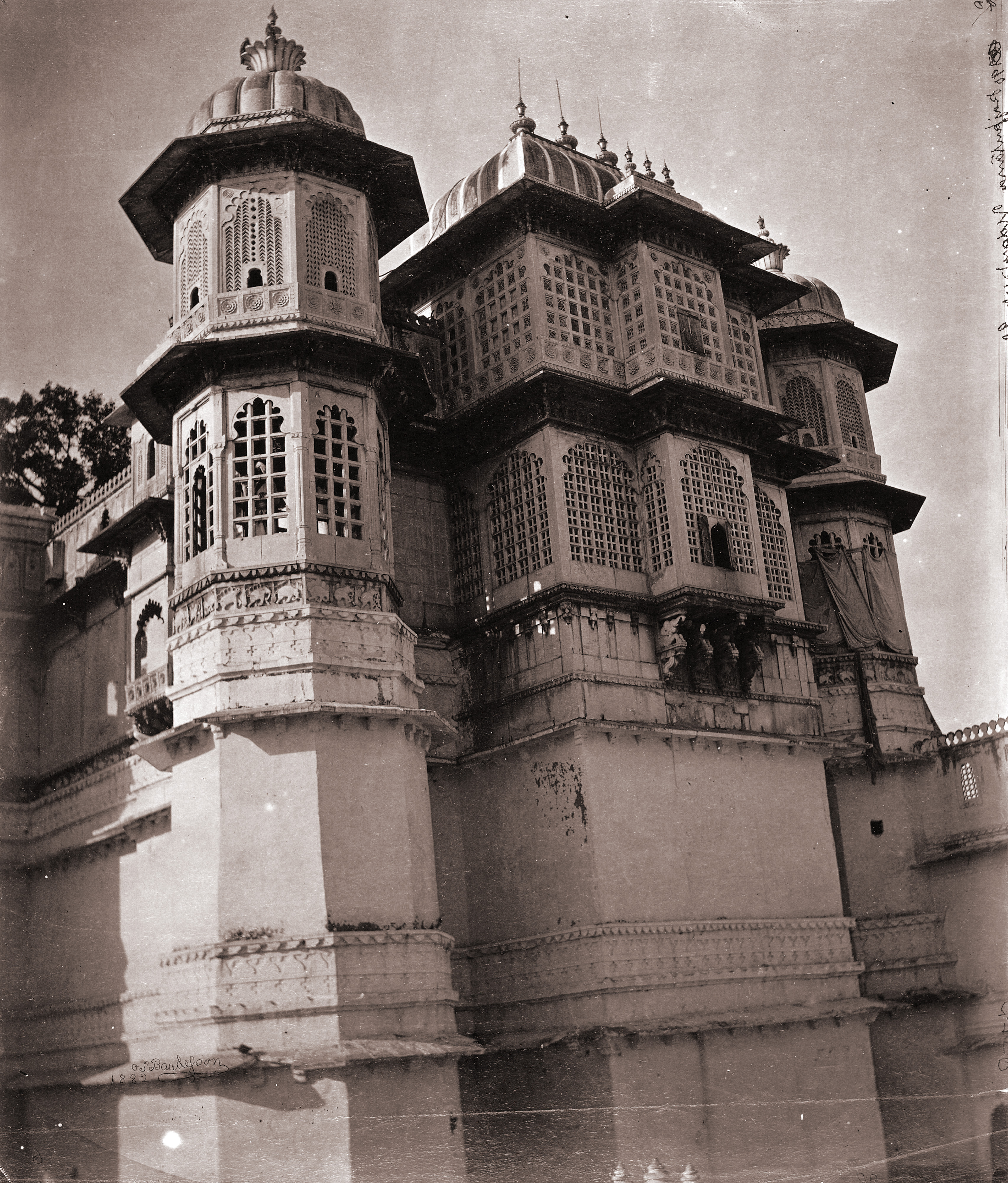
Vue extérieure de l'angle du palais
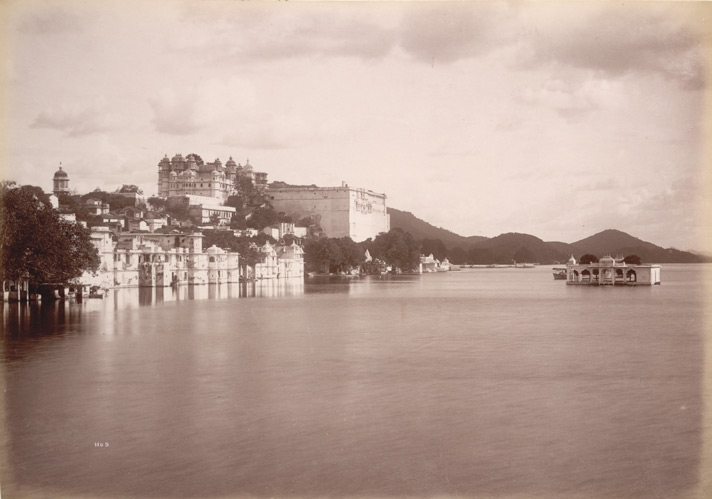
L'arrière du City Palace
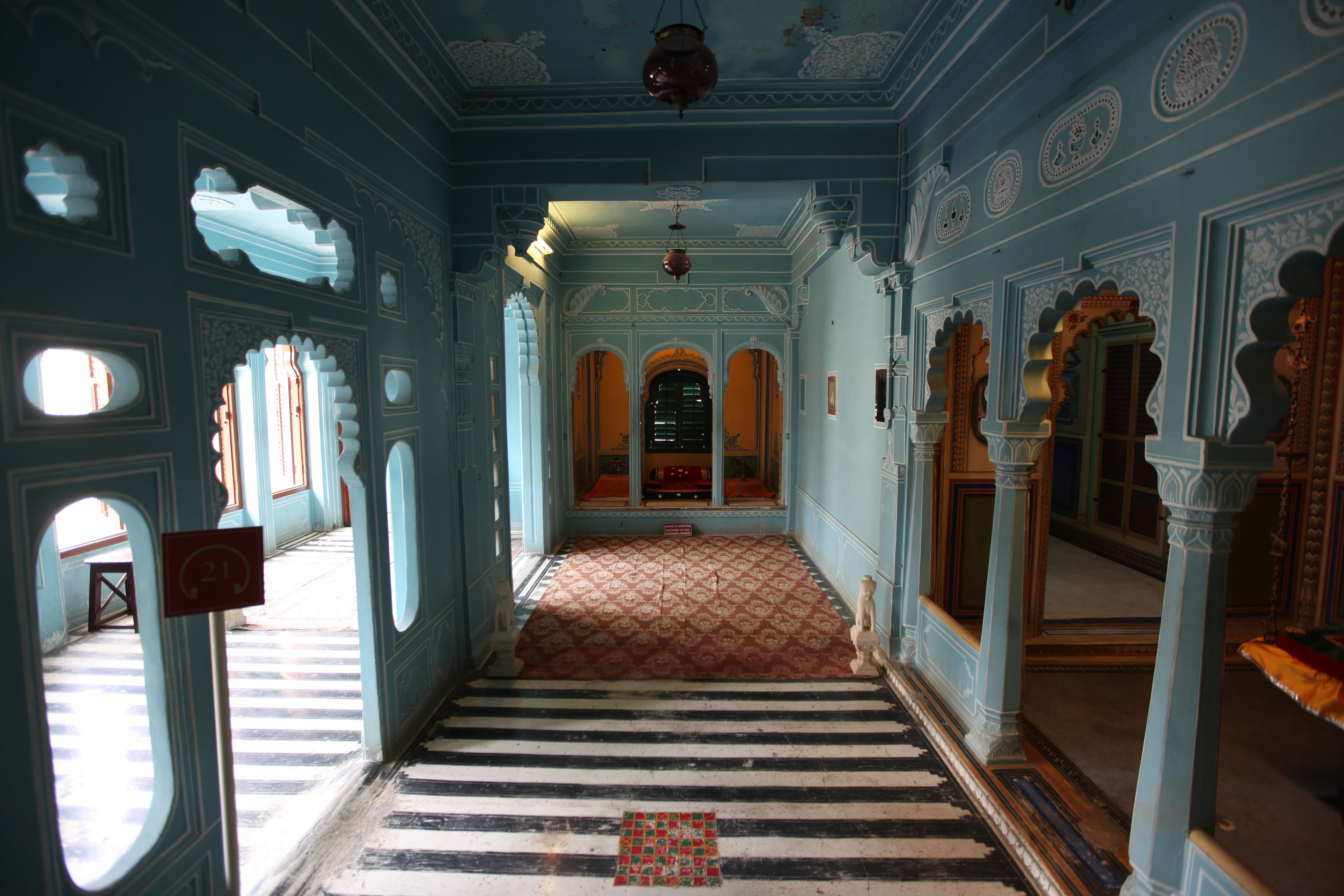
Vue intérieure du City Palace
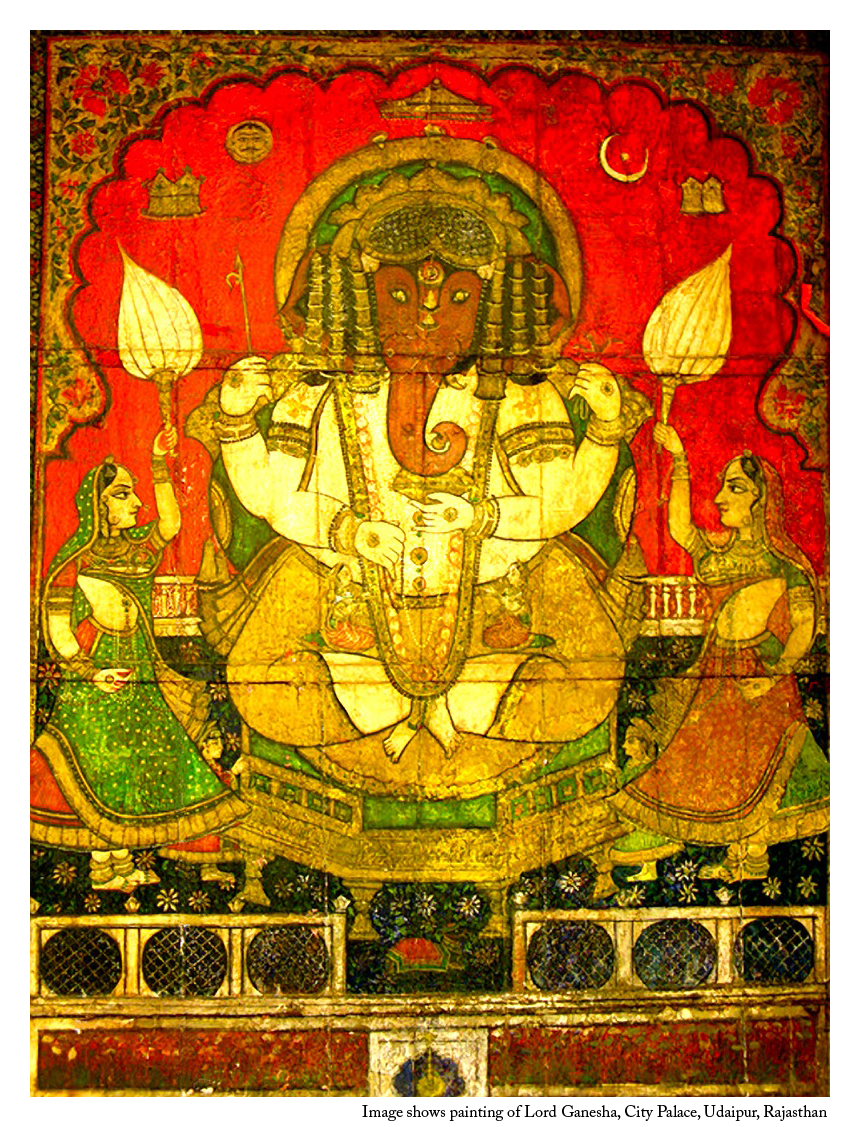
Peinture de style rajput de Ganesha
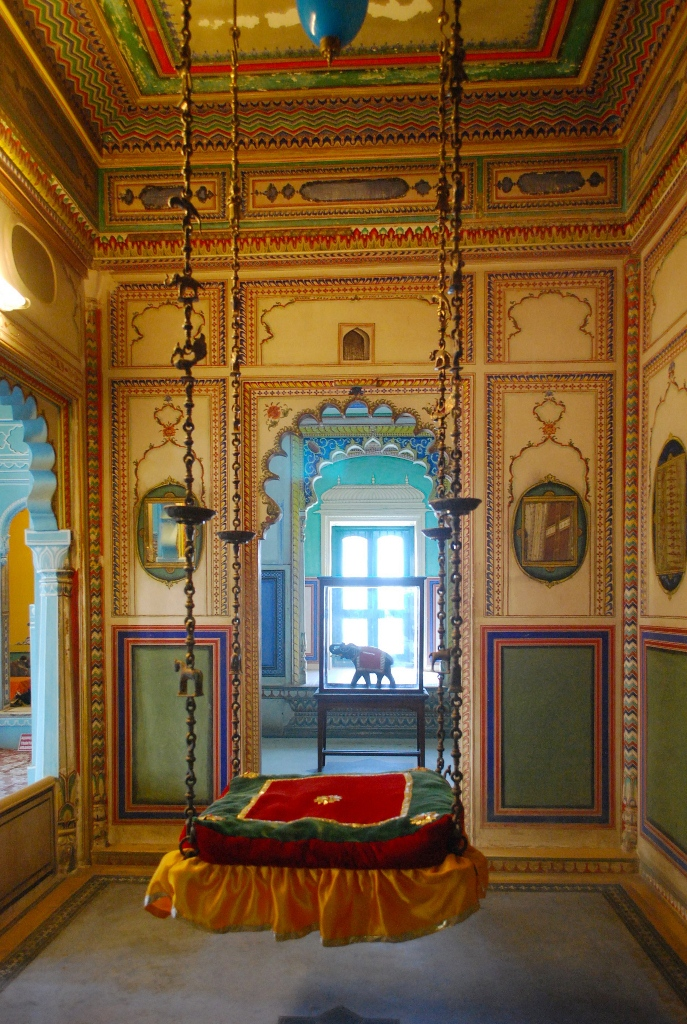
Balançoire royale
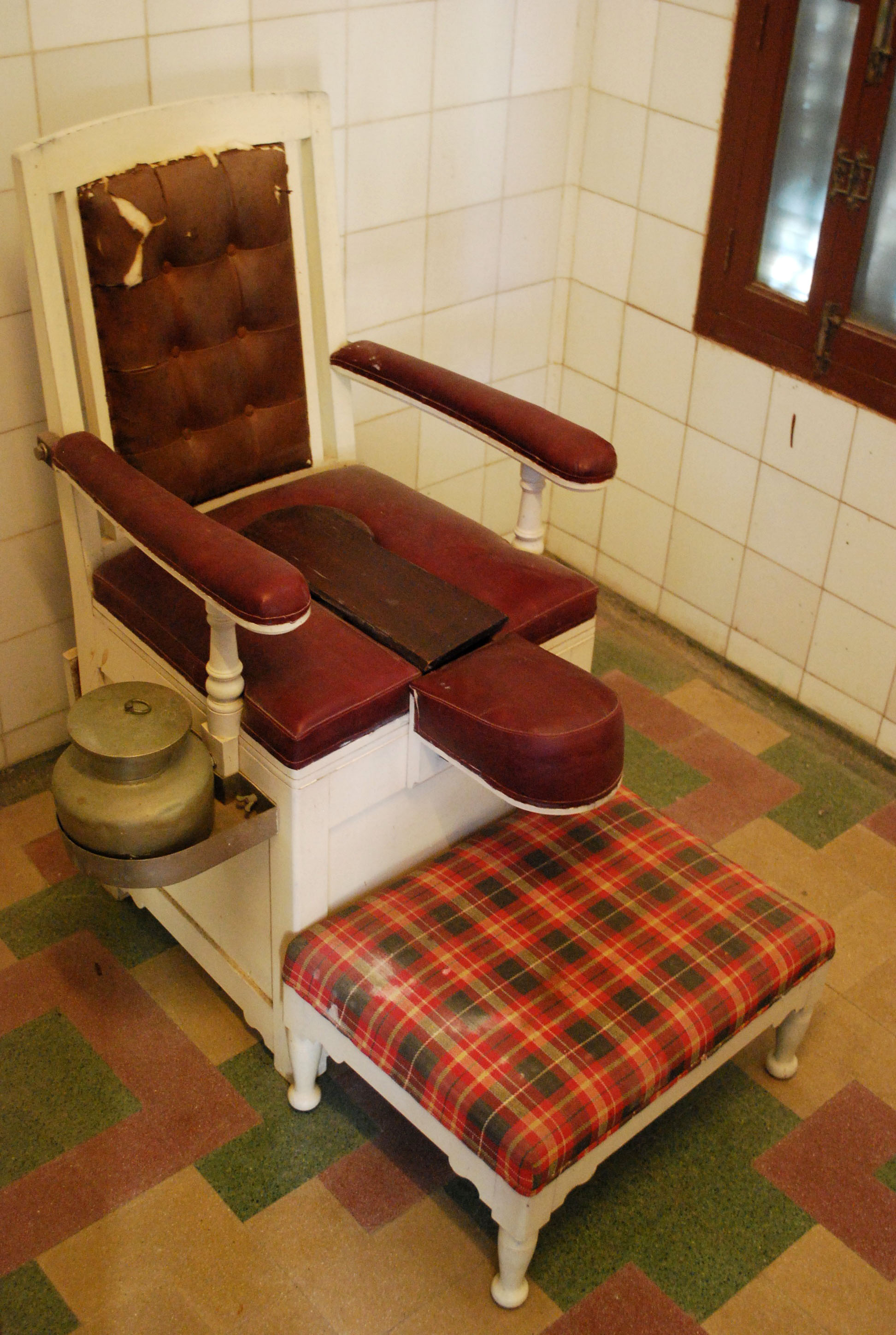
Lavabo royal